# フランキー・ワイルドの素晴らしき世界
『フランキー・ワイルドの素晴らしき世界』（原題：It's All Gone Pete Tong）は、マイケル・ドース監督の映画。
「聴力を失ったDJの再起を追ったドキュメンタリー」に見せかけたモキュメンタリー。監督・脚本は、これが長編2作目となるマイケル・ドース。
ポール・ヴァン・ダイク、ティエスト、カール・コックスなど人気DJが実名で多数出演している。

## キャッチコピー
- 音のない世界で 僕は君に出会った
- 君の笑顔は 僕の音楽になった

## ストーリー
スペインのイビサ島のカリスマ的な人気を誇るDJフランキー・ワイルド（ポール・ケイ）は、ある日聴力を失ってしまう。
失意の日々を送っていた彼は、読唇術の女性教師ペネロペ（ベアトリス・バタルダ）と出会い、再生への道を歩み出す。ある夜、耳が聞こえなくても振動で音を感じることに気づいた彼は、DJ再起を決意する。

## キャスト
- ポール・ケイ - フランキー・ワイルド
- ベアトリス・バタルダ - ペネロペ
- マイク・ウィルモット - マックス
- ケイト・マゴーワン - ソーニャ

## トリビア
- 最後の場面に登場する赤ん坊は、ポール・ケイの本当の赤ん坊である。

## 劇場公開
2006年12月23日日本公開。配給はエイベックス・エンタテインメント。